# Manuel Dicenta
Manuel Dicenta Badillo (Madrid, 20 de mayo de 1905 - Madrid, 20 de noviembre de 1974) fue un actor español habitual del teatro, el cine y la televisión, hijo de Joaquín Dicenta y Consuelo Badillo. Fue catedrático de Declamación en la Real Escuela Superior de Arte Dramático de Madrid, desde 1961 hasta 1970.

## En el teatro
Nacido en una familia del mundo del teatro, debutó en 1924 con tan solo diecinueve años en la compañía de María Guerrero con la obra El pobrecito carpintero. En los años siguientes participó en obras como Vidas cruzadas (1929), Don Juan Tenorio (en varias ocasiones), Ricardo III (1946), El médico de su honra, La malcasada (1947), La conjuración de Fiesco, Juan José (1948), Divinas palabras, Los intereses creados, Seis personajes en busca de un autor, La muralla (1954), Diálogos de carmelitas (1954), Cyrano de Bergerac (1955), Proceso de Jesús (1956), Los intereses creados (1956), Huracán sobre el Caine (1958), Cosas de papá y mamá (1960), Divinas palabras (1962), El proceso del arzobispo Carranza (1964), Así es si así os parece (1967), Fedra (1968), Los bajos fondos (1968), Testigo usted, testigos todos (1969), La playa vacía (1970), Don José, Pepe y Pepito (1971), Andorra (1971) y Las cítaras colgadas de los árboles (1974).
Participó en el Festival de Teatro Romano de Mérida en 1954 con la obra Edipo rey y un año después con Julio César, ambas junto a Francisco Rabal y dirección de José Tamayo.

## En el cine
Su debut cinematográfico se produjo en 1927 con la película El bandido de la sierra, de Eusebio Fernández Ardavín. No volvería a ponerse delante de una cámara hasta 1935 en Morena Clara de Florián Rey, película que protagonizó junto a la célebre Imperio Argentina. Otras películas en las que participó fueron La Lola se va a los puertos (1947), de Juan de Orduña, La princesa de los Ursinos (1947) de Luis Lucia o Pequeñeces... (1950) de nuevo con Juan de Orduña.

## En televisión
Su primer contacto con el mundo de la televisión fue en una entrevista que le realizó el periodista Victoriano Fernández de Asís. A partir de ese momento sería un asiduo en la pantalla de Televisión española, con papeles en obras dramáticas de los espacios Estudio 1 (1966-1973), Primera fila (1963-1965), La noche al hablar (1964), La otra cara del espejo (1965). En estas y otras series, tuvo ocasión de interpretar, entre otras, las obras El gran teatro del mundo (1969), de Calderón de la Barca, Otelo (1972) de William Shakespeare o Don Juan Tenorio (1973) de José Zorrilla.
En Televisión Española intervino asiduamente como recitador de poemas y lector de textos en el espacio de cierre de las emisiones titulado El alma se serena (1966–1969) que ofrecía diariamente prosas poéticas y versos inéditos de autores españoles escritos especialmente para televisión. 
También en Televisión Española demostró su espontaneidad como presentador en el programa infantil Carrusel del domingo (1970).
Jubilado en 1970, falleció en 1974, a los 69 años de edad, y fue enterrado en el cementerio de San Justo de Madrid.

## Los Dicenta
Manuel fue hijo del dramaturgo Joaquín Dicenta (1862-1917) y de la actriz Consuelo Badillo. De su matrimonio con la también actriz Amparo Silva, nacería Daniel Dicenta (1937-2014) que se casó con la actriz Lola Herrera (1935), cuya hija sería Natalia Dicenta (1962) (nieta de Manuel). Otro hijo de un matrimonio tardío de Manuel, y en consecuencia medio hermano de Daniel Dicenta, sería  Jacobo Dicenta, nacido en 1972 (dos años antes de la muerte de su padre), fruto de su matrimonio tardío con Josefina Pérez Gago, ajena al mundo de la interpretación.